# Arthur Pryor
Arthur Willard Pryor (St. Joseph (Missouri), 22 september 1870 – West Long Branch, 18 juni 1942) was een Amerikaans componist, dirigent en trombonist. Sinds 1892 was hij solo-trombonist in de John Philip Sousa Band; van 1895 tot 1903 was hij eveneens tweede dirigent. Later (rond 1930) was hij politicus en vertegenwoordiger van de Democratische Partij voor de deelstaat New Jersey.

## Levensloop
Pryor werd op de tweede verdieping van het Lyceum Theater van St. Joseph (Missouri) geboren. Op elfjarige leeftijd speelde hij ventiel-trombone en wisselde vier jaar later op de schuiftrombone, waar hij spoedig soleerde in de Band (harmonieorkest) waarvan zijn vader dirigent was. In 1888 werd hij geëngageerd door de bekende dirigent en cornetsolist Allessandro Liberati (1847-1927) voor een concerttournee door de Middenwesten van de Verenigde Staten. Deze ervaring werd spoedig voortgezet door een concerttournee met het harmonieorkest van de legendarische Patrick Sarsfield Gilmore (1829-1892), in de Verenigde Staten als "Father of the Concert Band (Vader van het harmonieorkest)" aangeduid. Vervolgens werd Pryor pianist en artistiek directeur van het orkest van de "Stanley Opera Company" in Denver. In 1892 werd hij dan uitgenodigd in het harmonieorkest van John Philip Sousa mee te spelen. In de concerten met de Sousa Band tijdens de World's Columbian Exposition in Chicago in 1893 soleerde hij de eerste keer. Zijn solo-optredens met dit orkest rijken aan de 10.000. In 1895 beriep John Philip Sousa hem tot tweede dirigent van zijn harmonieorkest.
In 1903 verliet hij de Sousa Band en richtte een eigen harmonieorkest op. Het eerste optreden verzorgde dit orkest op 15 november 1903 in het Majestic Theatre in New York. Verder concerteerden zij tijdens de Wereldtentoonstelling van 1904 te Saint Louis. De Pryor Band reisde door de hele Verenigde Staten tot 1909. Sindsdien had het orkest zijn vaste plaats in Asbury Park in New Jersey. In deze tijd werd Pryor ook dirigent en bewerker van de platenmaatschappij Victor Talking Machine Company in Camden (New Jersey). Eveneens was hij van 1918 tot 1920 directeur van het "Capitol Theatre" in Manhattan. In 1933 ging hij met pensioen.
Als componist schreef hij meer dan 300 werken en maakte meer dan 1000 plaatopnames. Hij behoorde tot de oprichtingsleden van de American Bandmasters Association (ABA).

## Composities

### Werken voor harmonieorkest
- 1897 Cradle of the Deep
- 1897 Deep Within the Cellar
- 1897 Love Thoughts Waltz
- 1897 Old Glory Waves on High
- 1897 Polka Exposition Echoes
- 1897 Say Au Revoir
- 1897 Signal Polka
- 1897 The Palms
- 1897 There'll come a time, voor trombone en harmonieorkest
- 1897 You're So Good Daddy
- 1902 Little Nell, voor trombone en harmonieorkest
- 1903 The Tale of the Sea Shell
- 1904 Boston Commandery March
- 1905 Razzazza Mazzaza, two-step extravaganza
- 1905 Reverie Mazurka
- 1905 The Whistler and His Dog, caprice
- 1906 Wilhelmina Waltzes
- 1907 The King of Rags, Two-step Oddity
- 1907 Plantation Echoes
- 1907 Triumph of Old Glory
- 1908 The Teddy Bear's Picnic
- 1911 Canhanibalmo Rag
- 1911 That Flying Rag, ragtime
- 1916 Heart of America March

- After Sunset, idylle voor harmonieorkest
- An Arkansas Huskin' Bee
- Bluebells of Scotland, voor trombone en harmonieorkest[1]
- Cakewalk, ragtime
- Coon Band Contest, cakewalk en two step[2]
- Dance of the Weasels, tarantella
- Forever, intermezzo
- Frau Louisa, wals
- In Lover's Lane, tone poem
- La Petite Suzanne, Valse Caprice voor trombone en harmonieorkest
- Love's Enchantment, concertwals voor trombone en harmonieorkest
- Oh, dry those tears, voor trombone en harmonieorkest
- Parisian Melodies
- Polka Fantastic, voor trombone en harmonieorkest
- Starlight, Valse Caprice
- Teddy after Africa (A Jungle Nightmare), humoresque
- The Little Chief, Polka Caprice
- The Patriot Polka, voor trombone en harmonieorkest
- The Victor, mars
- Thoughts of Love, concertwals voor trombone en harmonieorkest
- Valse Caprice, voor trombone en harmonieorkest
- We'll keep Old Glory Flying
- Ye Boston Tea Party, mars

### Muziektheater

#### Opera's
| Voltooid in | titel          | aktes | première | libretto      |
| ----------- | -------------- | ----- | -------- | ------------- |
|             | Peter and Paul |       |          | L. Frank Baum |

### Kamermuziek
- Air Varié (Annie Laurie), voor trombone en piano

## Media
1. ↑  Bluebells of Scotland, voor trombone en harmonieorkest door Joe Alessi (trombone solo) en het "University of Florida Wind Ensemble" onder leiding van Dr. David Waybright. Gearchiveerd op 25 januari 2021.
2. ↑  Coon Band Contest historische opname met "Earl Fuller's famous jazz band" (9 oktober 1917)

- Biblioteca Nacional de España: XX821717
- Bibliothèque nationale de France: cb13808618m (data)
- Gemeinsame Normdatei: 134597451
- International Standard Name Identifier: 0000 0001 0902 8358
- Library of Congress Control Number: n81089392
- Nationale Bibliotheek van Letland: 000046828
- MusicBrainz: d710dc43-cf00-4351-b2ef-9b725f703836
- Nationale Bibliotheek van Israël: 987007498403905171
- Nederlandse Thesaurus van Auteursnamen: 097127779
- SNAC: w65f099m
- Système universitaire de documentation: 161263410
- Trove: 901777
- Virtual International Authority File: 54330834
- WorldCat: E39PBJfCqFMHqxbm7wfwdRB9Dq

## Discografie
- Arthur Pryor, Trombone Soloist of the Sousa Band, Crystal records CD 451, opname geproduceerd in 1997
- Arthur Pryor and His Band: Echoes from Asbury Park, Archeophone Records ARCH 5008, opname geproduceerd in 2006
- Arthur Pryor Band: Ragtime, Cakewalk and Stomps, Vol. 3, Saydisc, CDSDL221,